# Дубінін Едуард Владиславович
Едуард Владиславович Дубінін, голова Дніпропетровської облради (1998—2002). Колишній член Політради НДП, колишній член Національної ради з узгодження діяльності загальнодержавних і регіональних органів та місцевого самоврядування.
Народився 12.07.1945 (м. Коркіно, Челябінська обл., Російська Федерація); росіянин; дружина Наталія Петрівна (1953); дочка Катерина (1991).

## Освіта
Київський інженерно-будівний інститут (1973), інженер-будівельник, «Промислове і цивільне будівництво».

## Трудова діяльність
- 02.1965-09.1968 — будівельний майстер, виконроб в/ч 43179.
- 09.1968-09.1972 — старший виконроб в/ч 43177.
- 09.1972-04.1974 — головний інженер будівельно-монтажної частини 34410.
- 04.1974-07.1975 — старший виконроб БУ № 149, 07.1975-07.1976 — начальник групи проектантів підготовки та організації робіт тресту «Південзахідтрансбуд» Мінтрансбуду СРСР, місто Київ.
- 07.-11.1976 — головний інженер, 11.1976-02.1979 — начальник БУ № 144 тресту «Південзахідтрансбуд».
- 02.1979-03.1985 — керівник тресту «Дніпротрасбуд» Мінтрансбуду СРСР, місто Дніпропетровськ.
- 03.1985-06.1987 — перший заступник голови виконкому Дніпропетровської міськради народних депутатів.
- 06.1987-06.1988 — заступник начальника Головного технічного управління, 06.1988-12.1991 — заступник Міністра транспортного будівництва СРСР.
- 12.1991-05.1992 — віце-президент Державної корпорації «Трансбуд», місто Москва.
- 05.1992-07.1994 — заступник глави Дніпропетровської облдержадміністрації.
- 07.1994-10.1995 — заступник голови Дніпропетровського облвиконкому.
- 10.1995-08.1997 — заступник голови, Дніпропетровської облдержадміністрації[1].
- 08.1997-05.1998 — заступник голови з виконавчої роботи Дніпропетровської облради.
- 16.05.1998-04.2002 — голова Дніпропетровської облради.

## Нагороди та державні ранги
1-й ранг державного службовця (з лютого 1999).
- Медаль «Ветеран праці» (1990).
- Медаль «За будівництво Байкало-Амурської магістралі» (1991).
- Почесна відзнака Президента України (грудень 1995)[3].
- Орден «За заслуги» II (грудень 2000)[4], I ступенів (липень 2004)[5].